# Lúcia Moniz
Ana Lúcia Pereira Moniz (Lisboa, 9 de Setembro de 1976), é uma cantora e actriz portuguesa.

## Biografia
Lúcia Moniz nasceu a 9 de Setembro de 1976, em Lisboa e, por ser filha de dois músicos, Carlos Alberto Moniz (famoso maestro, musico e comunicador açoriano) e Maria do Amparo, desde muito cedo esteve ligada à música. Foi logo aos seis anos de idade que integrou a Academia de Música de Santa Cecília, iniciando, aos catorze, os seus estudos de piano e violino.
Com 19 anos venceu o Festival RTP da Canção de 1996 com o tema "O meu coração não tem cor". Conquistou a representação portuguesa no Festival Eurovisão da Canção onde alcançou a segunda melhor classificação até à actualidade (2017), o 6.º lugar.
Em 1999 saiu o seu primeiro registo discográfico, intitulado Magnólia, por ser o nome da localidade estadunidense onde foi gravado, o qual incluiu ritmadas canções pop de estilo completamente diferente de sua interpretação no Festival Eurovisão da Canção, em português e em inglês. O álbum foi produzido pelo guitarrista dos Extreme, Nuno Bettencourt, que também colaborou vocalmente num dos temas, "Try Again".
2002 foi o ano da edição do álbum 67, composto por Moniz em parceria com autores como Jorge Palma, João Gil, Pedro Campos e também Maria do Amparo (mãe da cantora).
Em fins de 2003 integra o elenco do filme britânico Love Actually ("O Amor Acontece", em Portugal e "Simplesmente Amor", no Brasil), realizado por Richard Curtis. A personagem de Lúcia, Aurélia, faz par num estranho relacionamento baseado na comunicação além das línguas. Aurélia só fala o português enquanto Jamie (Colin Firth) não.
Em 8 de junho de 2004 nasce a sua filha, Júlia Moniz Bettencourt, na Terceira. Em 2005 foi editado o seu terceiro álbum, Leva-me pra Casa, com um tom mais calmo e doce do que os anteriores.
Em 2006 participa no musical "Música no Coração" de Filipe La Féria onde as actrizes/cantoras Anabela e Lúcia Moniz interpretaram, alternadamente, o papel da personagem principal, Maria.
De Dezembro de 2008 a Junho de 2009 interpreta o papel de Anita no musical West Side Story encenado por Filipe La Féria, que esteve em cena no Teatro Politeama em Lisboa.
Interpreta a canção "Um amigo é um dom" da versão portuguesa do filme "Sininho e o Tesouro Perdido" da Disney.
Em 2009 grava a série "Living in a Car" onde interpreta a personagem "Carol". Esta série foi produzida por David Steinber (o mesmo de "Friends" e "Seinfeld") para uma a televisão canadiana (HBO Canada, The Movie Network e Movie Central) numa co-produção nacional da beActive. Ainda em 2009 colaborou no livro “Taberna 2780”, feito em conjunto com Bernardo Mendonça, Tiago Carvalho e Nuno Barros, no qual foi a responsável pela Montagem e Edição de Arte, o que lhe fez recuar alguns anos até ao tempo em que frequentava o curso de Design.

### Década de 2010
No Verão de 2010 grava a 1.ª temporada da série Maternidade da RTP1, em que é a protagonista e cuja estreia se verifica no dia 30 de Janeiro de 2011. No final de 2011 foi concluida a 2.ª temporada prevista estrear apenas em 2012.
Em Março de 2011 ganha o prémio de "Melhor Design a nível mundial" (Best Cookbook Design) pela sua contribuição no livro "Taberna 2780" atribuído pelo Gourmand World Cookbook Awards que distingue anualmente livros de culinária e vinhos de todo o mundo.
Em junho de 2011 é lançado o álbum "Fio de Luz". O primeiro single chama-se "Play a sound to me".
A primeira longa-metragem algarvia de língua inglesa é filmada entre Março e Maio de 2012  e conta com as participações de Lúcia Moniz, Miguel Damião, Mark Killeen, Beau McClellan e Ellie Chidzey.
Esteve em cena no LX Factory até dia 28 de Abril de 2013 com a peça de teatro "Conversas Depois de um Enterro" da autoria de Yasmina Reza com encenação de Renato Godinho, com a participação de um elenco de luxo: Custodia Gallego,  Filipe Duarte,  João Cabral,  Lúcia Moniz,  Manuel Cavaco e  Sofia Nicholson.
Em Maio de 2013 começa estreia a série diária Bem-Vindos a Beirais na RTP1 onde dá vida à personagem Susana Fontes. Devido ao sucesso da série, esta foi prolongada por várias temporadas.
Em 2013, na Cidade da Praia da Vitória (Ilha Terceira - Açores) lança o seu livro "Vou Tentar Falar Sem Dizer Nada". Em 2015 entra na telenovela Coração D'Ouro da SIC.
Em 2015 é lançado o CD "Calendário" que junta Tozé Santos, Luís Portugal e Lúcia Moniz, um álbum com fins solidários, uma vez que a receita total reverte a favor da Liga Portuguesa Contra o Cancro.
A convite da Companhia de Teatro "Palco 13" estrea a 7 de Julho de 2016 no Parque Marechal Carmona em Cascais "Alice no Jardim das Maravilhas", baseado na obra de Lewis Carroll, onde Lúcia Moniz interpreta o papel de Alice que estará em cena até ao final do mês de Julho. Fazem parte do elenco João Jesus, João Vicente, Isac Graça, Alexandre Carvalho, David Ferreira, Gláucia Noémi, Gonçalo Carvalho, Leonor Biscaia, Luís Lobão, Maria Camões, Rita Tristão, Jorge A. Silva, Nuno Gonçalves, a encenação está a cargo de Marco Medeiros.
Estreou a 25 de Agosto de 2016 no cinema português o filme Refrigerantes e Canções de Amor com argumento de Nuno Markl e realização de Luís Galvão Teles, e conta no elenco com Lúcia Moniz, Victória Guerra, João Tempera, Ivo Canelas nos principais papéis. Posteriormente este filme dará origem a uma mini série de 4 episódios que passará na RTP.
A curta-metragem de dez minutos, intitulada Red Nose Day Actually estreou na BBC, a 24 de Março de 2017, data em que se comemora o Dia do Nariz Vermelho em Inglaterra, posteriormente será exibida na NBC a 25 de Maio e conta no elenco com Hugh Grant, Colin Flirth, Keira Knightley, Bill Nighy, Liam Neeson, Andrew Lincoln, Thomas Brodie-Sangster, Rowan Atkinson, entre outros. Trata-se de uma sequela do "O Amor Acontece - Love Actually", filme de 2003 e que é considerado com uma das 15 melhores comédias de sempre. O lucro obtido com a curta-metragem vai reverter para a Comic Relief, uma instituição de solidariedade fundada pelo realizador Richard Curtis.
De 19 de Janeiro a 10 de Março de 2019,  a Palco 13 leva a palco, no Auditório Fernando Lopes Graça em Cascais, a peça infantil “As Aventuras de João Sem Medo” que marca a estreia da Lúcia Moniz como encenadora em parceria com o irmão Paulo Quedas e conta no elenco com Alexandre Carvalho, Catarina Couto Sousa, Diogo Fialho, Soraia Tavares e ainda o músico Fernando Frias que compôs a música do espetáculo e a toca ao vivo.

## Televisão
| Ano         | Projeto                        | Papel                   | Notas                                    | Canal |
| ----------- | ------------------------------ | ----------------------- | ---------------------------------------- | ----- |
| 1981        | Sabadabadu                     |                         | Participação Especial                    | RTP1  |
| 1985        | Zarabadim                      |                         | Participação Especial                    | RTP1  |
| 1996        | Festival RTP da Canção 1996    | Ela Própria             | Concorrente                              | RTP1  |
| 1997 - 1998 | A Grande Aposta                | Bárbara Gomes           | Elenco principal                         | RTP1  |
| 1997 - 1998 | A Grande Aposta                | Susana Gomes            | Elenco principal                         | RTP1  |
| 1998        | Terra Mãe                      | Ana de Castro           | Co- Protagonista                         | RTP1  |
| 1998        | Festival RTP da Canção 1998    | Ela própria             | Apresentadora, ao lado de Carlos Ribeiro | RTP1  |
| 1999        | As Lições do Tonecas           |                         | Participação Especial                    | RTP1  |
| 1999        | Docas 2                        | Vários Papéis           | Participação Especial                    | RTP1  |
| 2000 - 2001 | Ajuste de Contas               | Joana «Joaninha» Reis   | Elenco Principal                         | RTP1  |
| 2001        | Alves dos Reis, um Seu Criado  | Henriqueta              | Elenco Adicional                         | RTP1  |
| 2003        | Saber Amar                     | Lúcia Vidal             | Elenco Principal                         | TVI   |
| 2005        | 29 Golpes                      | Vera                    | Protagonista                             | RTP1  |
| 2006        | Triângulo Jota                 | Professora              | Elenco adicional                         | RTP1  |
| 2006        | Aqui Não Há Quem Viva          | Rute                    | Elenco adicional                         | SIC   |
| 2006 - 2007 | Vingança                       | Laura Ramalho           | Protagonista                             | SIC   |
| 2008        | Casos da Vida «Vida Desfeita»  | Joana de Sá             | Protagonista                             | TVI   |
| 2008        | Casos da Vida «A Cor dos Dias» | Mónica                  | Protagonista                             | TVI   |
| 2008        | Voluntário                     | Ela Própria             | Apresentadora                            | RTP2  |
| 2008 - 2009 | Olhos nos Olhos                | Cristina Ferreira       | Elenco Principal                         | TVI   |
| 2009        | Cuidado com a Língua!          | Amiga                   | Elenco Adicional                         | RTP1  |
| 2010        | Tempo Final                    | Isabel                  | Protagonista                             | RTP1  |
| 2010 - 2011 | Maternidade                    | Madalena Pires          | Protagonista                             | RTP1  |
| 2010        | Living in Your Car             | Carol                   | Participação Especial                    | HBO   |
| 2012        | O Que as Mulheres Querem       | Inês                    | Protagonista                             | TVI   |
| 2012        | Incógnito                      | Lúcia                   | Elenco principal                         | RTP1  |
| 2012        | Liberdade 21                   | Beatriz                 | Elenco Adicional                         | RTP1  |
| 2013 - 2016 | Bem-Vindos a Beirais           | Susana Fontes           | Elenco Principal                         | RTP1  |
| 2013        | Dancin' Days                   | Paula                   | Elenco Adicional                         | SIC   |
| 2015 - 2016 | Coração d'Ouro                 | Joana Amaral            | Elenco Principal                         | SIC   |
| 2017        | Red Nose Day Actually          | Aurélia                 | Participação Especial                    | BBC   |
| 2017 - 2018 | Espelho d'Água                 | Carmo Goulart           | Co- Protagonista                         | SIC   |
| 2018        | Soldado Milhões                | Teresa                  | Co- Protagonista                         | RTP1  |
| 2018        | Conta Um Conto                 | Ela própria             | Contadora de Histórias                   | RTP1  |
| 2019 - 2020 | Na Corda Bamba                 | Isabel da Paz           | Elenco principal                         | TVI   |
| 2020        | A Espia                        | Martha Brenner          | Elenco Secundário                        | RTP1  |
| 2020        | Quarenteens                    | Mãe de Leonor           | Elenco Principal                         | RTP2  |
| 2020        | Crónica dos Bons Malandros     | Lina a Despachada       | Elenco Adicional                         | RTP1  |
| 2021        | Na Porta ao Lado: Medo         | Ana                     | Protagonista (OPTO)                      | SIC   |
| 2022        | Operação Maré Negra            | Carmo                   | Elenco Adicional                         | RTP1  |
| 2022        | Contado Por Mulheres           | Manuela                 | Elenco principal                         | RTP1  |
| 2022        | A Série                        | Lúcia Moniz             | Participação especial                    | RTP2  |
| 2022        | Santiago                       | Anna Doyle Vasconcellos | Protagonista (OPTO)                      | SIC   |
| 2025        | Ninguém como Tu                | Dulce Paredes da Silva  | Elenco Principal                         | TVI   |

## Cinema
- 2021 - Amadeo - Laura
- 2021 - Sombra - Vera
- 2020 - Listen - Bela
- 2020 - Fátima - Maria Rosa
- 2018 -Thirty Minutes (curta) - Lucy
- 2018 - Soldado Milhões - Teresa
- 2016 - Refrigerantes e Canções de Amor - Carla
- 2014 - O Que Houver De Ti Vou Procurar (curta)
- 2015 - Descansa em Paz (curta) - Lúcia
- 2014 - The Right Juice - Nesta
- 2013 - Break (curta) - Julia
- 2010 - Um Beijo na Testa (curta) - Margarida
- 2009 - Encontro (curta) - Maria
- 2009 - Second Life - Sara
- 2007 - A Escritora Italiana - Giulia
- 2005 - História de Papel (curta)
- 2003 - Love Actually - Aurelia

## Teatro
- 2019  -As Aventuras de João Sem Medo (encenação com Paulo Quedas)
- 2017 - Ricardo II
- 2016 - Quase Normal
- 2016 - Alice no Jardim das Maravilhas
- 2013 - Conversas Depois de um Enterro
- 2010 - Um Eléctrico Chamado Desejo
- 2008/2009 - West Side Story
- 2007 - Música no Coração
- 2005 - ABC da Mulher
- 1998 - Leonardo, Leo, Babette e os Anjos

## Livros
- 2009 - Taberna 2780
- 2013 - Vou Tentar Falar Sem Dizer Nada

## Dobragens
- 2010 NANNY MCPHEE E O TOQUE DE MAGIA - Universal Pictures, On Air (VOZ)
- 2009 SININHO E O TESOURO PERDIDO - Klay Hall, DISNEY (Canções)
- 2005 SONHO DE UMA NOITE DE S. JOÃO - ÁNGEL DE LA CRUZ e MANOLO GÓMEZ, Dygra Films S.L. (VOZ)
- 1998 REI LEÃO II- DARREL ROONEY e ROB LADUCA, Disney (Canções)
- 1998 POCAHONTAS II - BRADLEY RAYMOND e TOM ELLERY, Disney (Canções)
- 1998 PRÍNCIPE DO EGIPTO - BRENDA CHAPMAN, STEVE HICKNER e SIMON WELLS, Dreamworks (Canções)
- 1997 ANASTACIA - DON BLUTH e GARY GOLDMAN, Twentieth Century Fox Animatio (Canções)

## Discografia
- 2015 - Calendário (Vidisco) - Tozé Santos, Luís Portugal, Lúcia Moniz
- 2011 - Fio de Luz (Farol Música)
- 2005 - Leva-me pra casa (EMI)
- 2002 - 67 (EMI)
- 1999 - Magnólia (EMI)

Colaborações e Compilações
- 2020 -  "Era Linda Aquela Feia"- dueto com Carlos Alberto Moniz

- 2020 -  "Tu Voltas, Eu sei" - dueto com Carlos Alberto Moniz

- 2020 - "Não Stresses" - dueto com Easy Boy
- 2019 - "Ama(r)antes" - dueto com Terra Batida
- 2019 - "Queria" - dueto com Renato Júnior
- 2017 - "125 Azul" - dueto com Carlão - João Gil

- 2016 - "NEW SONG"  - Miguel Amado

- 2012 - "Sorte Grande" - dueto com João Só e Abandonados
- 2012 - "I Feel Good (I Got You)" - com Mister Lizard - disco "Palco Sunset"
- 2011 - "Ó que quem baila la moura" - Realejo
- 2011 - "Qual é o Mal" - com Macacos do Chinês / Vida Louca
- 2011 - "Tripical" - com Orelha Negra / Mixtape
- 2010 - "Os Medos Vou Vencer" - disco "Tabuada"
- 2008 - "A Wish... keep fighting" - dueto com Dr1ve
- 2008 - "Woman" - "Mulher... Passa a Palavra"
- 2007 - "Leve Beijo Triste" - dueto com Paulo Gonzo
- 2007 - "Canção de embalar" e "Que amor não me engana" - com Terra d'Água
- 2006 - "A Dança das Aves" - compilação "Jardim da Bicharada"
- 2005 - "Sabes Voar" - compilação "Lovely Baby & mommy"
- 2004 - "Nem Mais Nem Menos" - dueto com Jim Dungo
- 2000 - "Hold Me In a Decent Way" - compilação "20 Anos Depois de Ar de Rock"
- 1998 - "Cantaria Toda A Noite" - novela "Terra Mãe" - dueto com Cláudio Lins
- 1998 - "Mar Português" / "Canção de Amor do Marinheiro" - compilação "Pelo Sonho É Que Fomos"
- 1996 - Arca de Noé
- 1990 - Pirilampo Mágico - RTP

Singles
- 2013 - "Como um Fio de Luz"
- 2012 - "Príncipe do Nada"
- 2011 - "Play a sound to me"
- 2011 - "O que houver de ti"
- 2005 - "Leva-me pra casa"
- 2005 - "Chuva"
- 2002 - "Pensa em Mim"
- 2002 - "Sou como a noite"
- 2002 - "Asas na Mão"
- 2000 - "A vida segue lá fora"
- 2000 - "Perdida por ti"
- 2000 - "Try again" - com Nuno Bettencourt
- 1999 - "Dizer que não"
- 1996 - "O Meu Coração Mão tem Cor"

## Prémios
- Troféu do 41º Festival Eurovisão da Canção - 1996
- Artes Perfomativas - Correio da Manhã - 30 anos - 2009
- Atriz - Série Tv (IV Trofeus de Televisão Tv 7 Dias) "Maternidade" - 2013
- Prémio MAC - Cinema, Teatro, Compositora, Cantora - 2016[17]
- Personalidade Feminina do Ano 2016 -Revista Lux - Categoria: Atriz de Teatro - "Quase Normal"[18]
- Prémio MAC - Teatro - Melhor Atriz . 2017- "Quase Normal"[19]
- Prémio Sophia 2018 - Melhor Música Original - "Fim" - "Uma Vida à Espera" de Sérgio Graciano[20]
- Prémio Carreira YMOTION 2018 - Festival de Cinema Jovem de Famalicão[21]
- XXVI Caminhos do Cinema Português 2020 - Melhor Atriz - "Listen"[22]
- I Prémios Cinetendinha 2020 - Melhor Atriz - "Listen"[23]
- Prémio Sophia 2021 - Melhor Atriz Cinema - "Listen"[24]
- Prémios CinEuphoria 2021 - Melhor Atriz Público - "Listen"[25]
- Globos de Ouro 2021 - Melhor Atriz Cinema - "Listen"[26]
- Raindance Film Festival 2021 - Best Performance - "Listen"[27]
- Prémio Autores 2021 - Mellhor Atriz Cinema - "Listen"[28]
- Prémio ACTIVA Mulheres Inspiradoras de Portugal, na categoria Artes - 2021[29]